# COVID-19-Pandemie in Taiwan

Bestätigte COVID-19-Fälle in Städten und Landkreise pro 100.000 Einwohner (Datumsangabe im Format JJJJ-MM-TT)

Infektionen pro 100.000 Einwohner nach Gemeinden (Datumsangabe im Format JJJJ-MM-TT)

Die COVID-19-Pandemie in Taiwan trat als regionales Teilgeschehen des weltweiten Ausbruchs der Atemwegserkrankung COVID-19 auf und beruhte auf Infektionen mit dem Ende 2019 neu aufgetretenen Virus SARS-CoV-2 aus der Familie der Coronaviren. Die COVID-19-Pandemie breitete sich ab Dezember 2019 von China ausgehend aus. Ab dem 11. März 2020 stufte die Weltgesundheitsorganisation (WHO) das Ausbruchsgeschehen des neuartigen Coronavirus als Pandemie ein.

Anzahl der bestätigten Infektionen (blau) und Todesfälle (rot) nach Angaben des ECDC. Logarithmische Darstellung der y-Achse.

## Taiwan und die WHO
Die Republik China, weithin bekannt als Taiwan, ist nicht Mitglied der WHO, weil die Volksrepublik China den Aufnahmeantrag Taiwans blockiert, da sie Taiwan als „abtrünnige Provinz“ und nicht als selbstständigen Staat ansieht. Taiwan hat damit keinen Zugriff auf WHO-Ressourcen, was schon während der SARS-Pandemie 2002/2003, von der Taiwan erheblich betroffen war, ein Problem darstellte, und kann auch eigenes Know-how nicht einbringen. Umgekehrt war es Taiwan dadurch, dass es nicht WHO-Mitglied ist, leichter möglich, unabhängig von der WHO zu agieren und im Februar 2020 seine Grenzen für chinesische Staatsbürger zu schließen, während die WHO noch ausdrücklich von Reisebeschränkungen abriet.
Am 9. April 2020 kam es zu einem öffentlich ausgetragenen Streit zwischen dem WHO-Generaldirektor Tedros Adhanom Ghebreyesus und der taiwanischen Regierung. Ghebreyesus erklärte, dass er seit drei Monaten rassistischen Kommentaren und Todesdrohungen aus Taiwan ausgesetzt gewesen sei. Die taiwanische Regierung habe nichts dagegen unternommen und sich auch nicht von dieser „Kampagne“ distanziert. Die taiwanische Regierung wies die Vorwürfe scharf als unberechtigt und unzutreffend zurück. Wenn Ghebreyesus dem Druck aus der Volksrepublik China widerstehen könne, sei er eingeladen, sich selbst ein Bild von der Bekämpfung der Pandemie in Taiwan zu machen. Politische Kommentatoren hatten bereits zuvor auf die engen Verbindungen von Ghebreyesus, der 2017 mit Unterstützung Chinas WHO-Direktor geworden war, zur politischen Führung der Volksrepublik China hingewiesen und dessen Amtsführung als zu China-hörig kritisiert.
Das taiwanische Außenministerium erklärte hierzu am 30. März 2020:

„Die WHO setzt in ihren Epidemie-Berichten Taiwan mit China gleich. Dagegen protestieren wir aufs Schärfste. Denn so lange es nicht möglich ist, Taiwans Informationen unverzüglich zu teilen, können andere Länder die aktuelle Situation der Epidemie in Taiwan nicht verstehen, kennen nicht unsere vorbeugende Politik und unsere Quarantänemaßnahmen an den Grenzen. Wenn also die WHO behauptet, sie lerne von allen Regionen und werde alle Informationen teilen, dann stimmt das nicht, denn unsere zugelieferten Informationen wurden anderen Ländern nicht mitgeteilt.“

## Verlauf der Pandemie in Taiwan

### Beginn
Die taiwanischen Gesundheitsbehörden wurden frühzeitig auf die sich entwickelnde Coronavirus-Epidemie in Wuhan aufmerksam. Kurz nach Mitternacht am 31. Dezember 2019 wurde Lo Yi-chun (羅一鈞), der stellvertretende Direktor des taiwanischen Center of Disease Control (CDC, Zentrum für Krankheitskontrolle), auf ein Posting in einer CDC-Chatgruppe aufmerksam. Dem Posting war ein Bildschirmfoto von einer chinesischen Webseite angehängt, in der vor einer neu aufgetretenen SARS-ähnlichen Erkrankung in Wuhan gewarnt wurde. Zur Untermauerung waren eine Kopie von Laborbefunden und eine Kopie einer Computertomografie-Aufnahme beigefügt. Wie sich später herausstellte stammten die Informationen von Li Wenliang, einem Augenarzt in Wuhan und whistleblower. Das Stichwort „SARS“ weckte Lo Yi-chuns Aufmerksamkeit und nach kurzer Sichtung der Befunde gewann er den Eindruck, dass die Warnung ernst zu nehmen sei und er leitete das Posting an alle zuständigen Stellen bei den taiwanischen Gesundheitsbehörden weiter. Nur einige Stunden später kontaktierte das taiwanische CDC die WHO und wies auf die berichteten Fälle von atypischen Pneumonien in Wuhan hin.
Schon am 31. Dezember 2019, früher als alle anderen Staaten, führte Taiwan besondere Gesundheitskontrollen für alle aus Wuhan einreisenden Personen ein.
Am 21. Januar 2020 wurde der erste COVID-19-Fall in Taiwan bestätigt. Es handelte sich um eine Frau aus Taiwan, die kürzlich aus Wuhan zurückgekehrt war. In den WHO-Situationsberichten tauchte dieser Fall erstmals am 22. Januar 2020 auf.

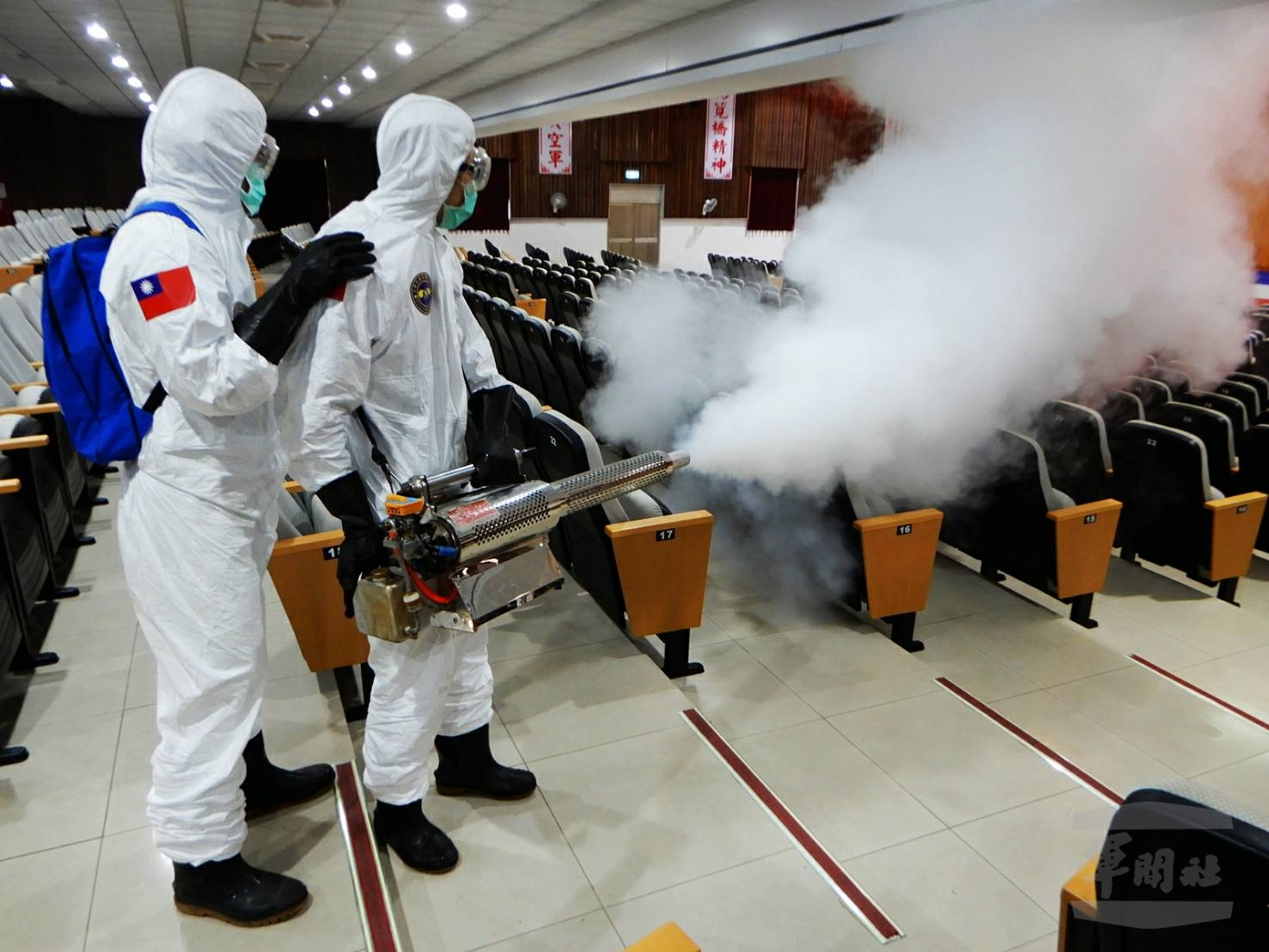
Desinfektionsmaßnahmen durch Spezialkräfte der Armee im Februar 2020

Bereits ab dem 23. Januar 2020 tauchten jedoch keine Berichte aus Taiwan mehr bei der WHO auf. Taiwanische Experten fanden sowohl bei der WHO als auch in chinesischen Medien kaum noch Gehör.
Nach der SARS-Epidemie 2004 hatte Taiwan mit dem Nationalen Gesundheitskommandozentrum eine zentrale Einrichtung zur Steuerung der Reaktion auf einen erneuten Krankheitsausbruch etabliert. Bis zum 24. Februar 2020 beschloss dieses Gremium 124 Einzelmaßnahmen, von der Regelung der Quarantäne, der proaktiven Suche nach Infizierten, Regelungen für Schulen und Bildungseinrichtungen sowie der Kontrolle von See- und Luftgrenzen. Die Produktion von Schutzmasken wurde unter Heranziehung von Soldaten gesteigert. Am 20. Januar 2020 gab das taiwanische CDC bekannt, über einen Vorrat von 44 Millionen OP-Masken und 1,9 Millionen N95-Masken zu verfügen (bei rund 23,5 Millionen Einwohnern). Die Zahl bereitstehender Isolationszimmer mit Unterdrucksystem wurde mit 1.100 angegeben. Taiwan fasste Reise- und Kranken- sowie Sozialversicherungsdaten zusammen, womit die Gefährdung einer individuellen Person errechnet wurde. Aufgrund dieser Daten wurde ein Echtzeitalarm an die betreffenden Personen per Mobilfunk verschickt. Dieser ermöglichte erst die Einreise. Bei unauffälliger Datenlage wurden die Personen durchgewunken. Bei Verdachtsfällen aufgrund der Reisedaten wurden die Patienten unverzüglich in häusliche Quarantäne für eine Inkubationszeit überführt. Die Einhaltung der Quarantäne wurde über das Mobiltelefon über dasselbe Programm überwacht.

### Quarantänebestimmungen bei Einreise

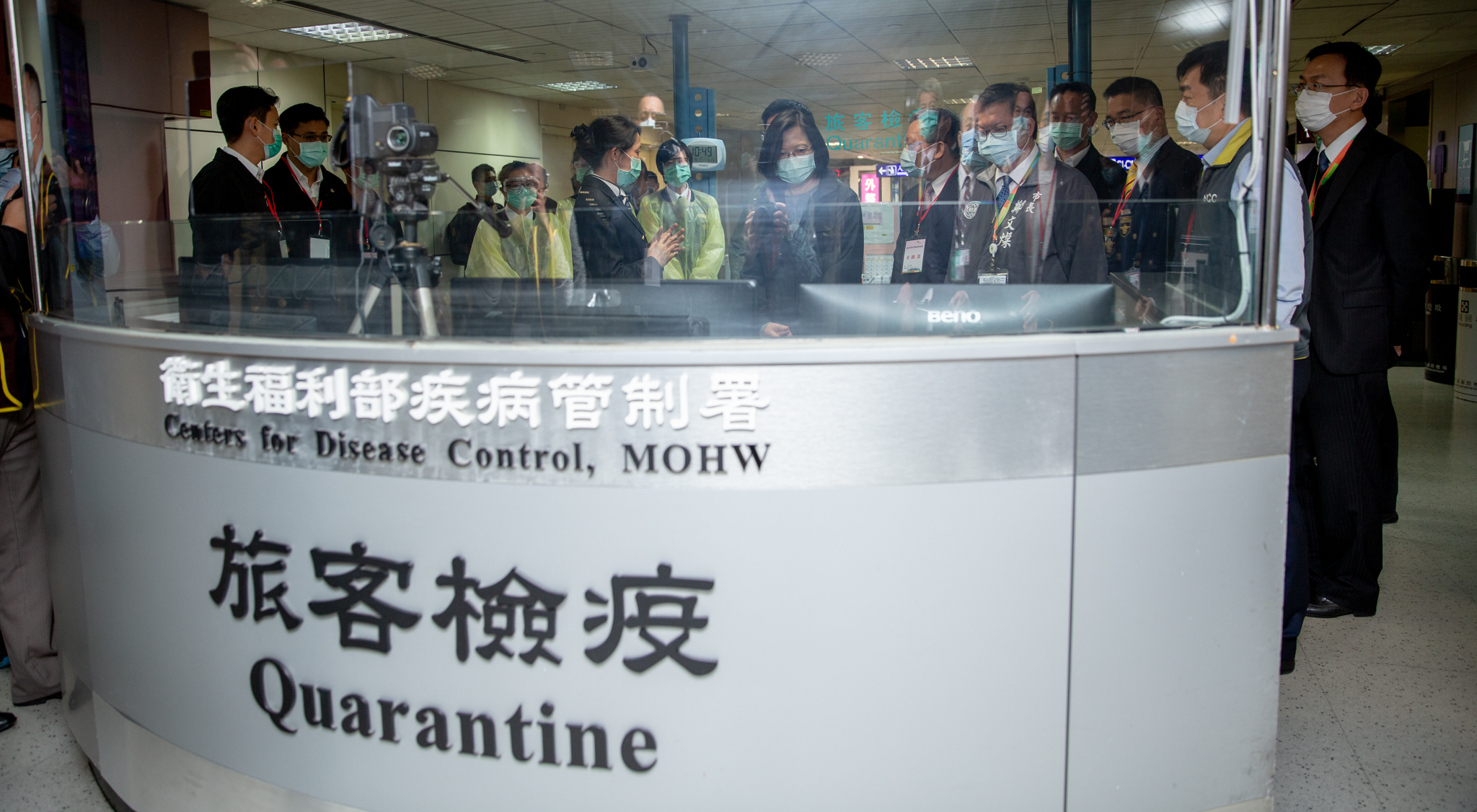
Kontrolleinrichtungen am Flughafen Taichung

Ab dem 13. März 2020 (vorläufig befristet bis zum 31. Dezember 2020) galt eine 14-tägige Quarantäne für Reisende nach Taiwan. Die Quarantäne konnte entweder in einem Vertragshotel der Regierung auf eigene Kosten oder in einem privaten Haushalt abgeleistet werden. Im letzteren Fall waren strikte Bedingungen zu erfüllen: separates Zimmer mit eigenem Bad, keine Kinder unter 6 Jahren oder ältere Personen über 65 Jahren, sowie keine Angehörige von Risikogruppen im selben Haushalt. Anfänglich galt die Quarantänebestimmung für alle Länder der Welt. Ab dem 19./22. Juni 2020 wurden die Bestimmungen etwas gelockert und Reisende aus Ländern mit niedrigerem Risiko (niedriger als Kategorie 3) wurde die Einreise erleichtert. Die Länder nach Risikokategorien wurden auf einer regelmäßig aktualisierten Internetseite des taiwanischen CDC veröffentlicht. Nur wenige größere Flächenstaaten fielen in die Niedrigrisikokategorie (beispielhaft am 24. Oktober 2020: Vietnam, Laos, Kambodscha, Thailand, Mongolei, Papua-Neuguinea, Osttimor, Neuseeland).
Ausnahmeregelungen hinsichtlich Aufenthaltsdauer galten auch für Flugzeug- und Schiffsbesatzungen, Diplomaten/Offizielle und Geschäftsreisende.
Während der Quarantäne durfte die Wohnung bzw. das Hotelzimmer nicht verlassen werden. Besuche waren nicht erlaubt. Die Quarantäne wurde von der Ausländerpolizei, dem Nachbarschaftskomitee oder/und den Gesundheitsbehörden überwacht. Als Instrumente dienten Kontrollbesuche, Kontrollanrufe, Funkzellenortung und Bewegungsprofile. Anfänglich wurden bei asymptomatischen Einreisenden keine Tests auf Coronavirus-Infektion durchgeführt. Später wurden solche Tests kurz vor Ende der Quarantänephase obligat. Verstöße gegen die Quarantäneregeln waren empfindlich strafbewehrt. Beispielsweise kann das Verlassen der Wohnung während der Quarantäne mit bis zu 1 000 000 NT$ (ca. 29 000 Euro) geahndet werden.

### Weiterer Verlauf
Bis Anfang März 2020 zeigte sich, dass Taiwan mit der Eindämmung der COVID-19-Pandemie in Taiwan mit den getroffenen Maßnahmen vergleichsweise erfolgreich war, obwohl das Land auf Druck der Volksrepublik China von der WHO nicht mit Informationen versorgt und von der Zusammenarbeit fast vollständig ausgeschlossen blieb. Eine weitgehende Ausgangssperre mit Schließung der Geschäfte (lockdown) wie in anderen Ländern war bis Ende August 2020 nicht verhängt worden. Deutsche Medien beschrieben Taiwan im März 2020 als das „Land, das sich weltweit mit Abstand am besten dem Coronavirus entgegenstellt“.
Am 1. April 2020 trat eine Verordnung des Transportministeriums in Kraft, nach der alle Passagiere in Zügen Mund-Nasen-Schutz zu tragen hätten. Von April bis Dezember 2020 wurde 253 Tage lang in Taiwan kein einziger COVID-19-Fall registriert, was in internationalen Medien als „eine der größten Coronavirus-Erfolgsgeschichten“  bewertet wurde.
Mitte April 2021 lockerte die Regierung die Quarantänebestimmungen für Piloten und Flugbegleiter. Das Novotel-Hotel am Flughafen Taiwan Taoyuan ignorierte die Vorschriften und brachte Flugpersonal, das in Quarantäne wohnen sollte, in einem Gebäude unter, in dem auch inländische Touristen verkehrten. Bald entwickelten sich rund um das Flughafenhotel Infektionsketten. Am 29. April 2021 wurde das gesamte Hotel evakuiert und desinfiziert.

### Anstieg der Infektionen ab Mai 2021
Mitte Mai 2021 stieg die Zahl der mit COVID-19 Infizierten in einer Woche von 1199 auf 2017 (+ 68 %). Zu diesem Zeitpunkt waren in Taiwan erst etwa 1 Prozent der 23,5 Millionen Einwohner geimpft. Das Land hatte damit die niedrigste Impfquote in ganz Asien. Ab dem 19. Mai 2021 galt zum ersten Mal seit Ausbruch der Pandemie die Alarmstufe 3, d. h. unter anderem eine generelle Maskenpflicht im öffentlichen Raum, eine Stufe vor dem vollständigen lockdown.
Anfang Juni beschuldigte Präsidentin Tsai Ing-wen das deutsche Pharma-Unternehmen Biontech, bei ausgesetzten Vertragsverhandlungen über Lieferungen des Tozinameran-Impfstoffs auf die Streichung der Formulierung „unser Land“ bestanden zu haben. Dies wurde medial unter anderem als Schwächung der Unabhängigkeit der Republik China und Beeinflussung Biontechs durch die Volksrepublik gewertet. Auch rechtliche Vorbehalte wurden als Auslöser erachtet, da bereits das chinesische Unternehmen Fosun Pharma über exklusive Vermarktungsrechte verfüge, die auch das Inselgebiets Taiwans umfassten. Inzwischen sollte die private Beschaffung durch Milliardär Terry Gou zur Beilegung des taiwanesischen Impfstoffmangels führen (Stand: Juni 2021).